# Філатов Валентин Олександрович
Філатов Валентин Олександрович (нар. 21 жовтня 1954, м. Харків) — український науковець у сфері інформаційних технологій і штучного інтелекту. Доктор технічних наук, професор кафедри штучного інтелекту Харківського національного університету радіоелектроніки. Заслужений діяч науки і техніки України (2021).

## Біографія
Валентин Філатов народився 21 жовтня 1954 року у м. Харкові.
У 1972-1974 роках служив у лавах Радянської армії, закінчив школу молодих спеціалістів отримав звання сержанта.
1975 року вступив до Харківського інституту радіоелектроніки на факультет автоматизованих систем управління. Навчався у групі АСУ-75-2, відмінник навчання. Брав активну участь у науково-дослідній роботі, був секретарем комсомольського бюро факультету. Неодноразово брав участь у студентських будівельних загонах. Працював на кафедрі технічної кібернетики.
У 1980 році з відзнакою закінчив інститут, отримавши кваліфікацію інженера-системотехніка. Після закінчення залишився працювати у науково-дослідному секторі кафедри технічної кібернетики. Працював молодшим науковим співробітником, асистентом, старшим викладачем.
1987 року захистив кандидатську дисертацію «Задача оперативної координації багаторозв'язних технологічних комплексів неперервного типу та алгоритми її вирішення». Отримав вчене звання доцента.
У 1989-1990 роках проходив стажування у Дрезденскому технічному університеті.
З 1993 року працював доцентом кафедри технічної кібернетики (з 1999 року — кафедра штучного інтелекту).
У 2005 році захистив дисертацію на здобуття наукового ступеня доктора технічних наук на тему «Мультіагентні технології інтеграції гетерогенних інформаційних систем і розподілених баз даних» за спеціальністю 05.13.06 — автоматизовані системи управління та прогресивні інформаційні технології. 2005 року присвоєне вчене звання професора по кафедрі штучного інтелекту.
2014-2024 — завідувач кафедри штучного інтелекту Харківського національного університету радіоелектроніки. Викладає навчальні курси: «Моделі та структури даних», «Основи систем баз даних та знань», «Інформаційні системи в менеджменті», «Інтранет-технології», «Інструментальні засоби проектування інформаційних систем», «Системи управління базами даних», «Інформаційні технології в комп'ютерних системах», «Системи штучного інтелекту».
З 2025 року — професор кафедри штучного інтелекту.

## Наукова діяльність
Сфера наукових інтересів В. О. Філатова: розподілені бази даних, мультиагентні системи, інформаційні системи, інтелектуальний аналіз даних.
Протягом 1998–2012 років — завідувач науково-дослідної лабораторії системних технологій.
У 2000 році брав участь у TEMPUS-проєкті UM_CP-20560-1999  з використання Європейської системи навчальних кредитів (EUROPEAN CREDIT TRANSFER SYSTEM) у системі вищої освіти України. З 2021 року участь у проєкті DIOR: Deep Intelligent Optical and Radio Communication Networks в рамках HORIZON2020.
З 2005 року — науковий керівник Центру інформаційних систем та технологій.
Голова спеціалізованої вченої ради Д 64.052.11 у Харківському національному університеті радіоелектроніки.
Підготував 6 кандидатів та 1 доктора наук.
Є членом Вченої ради, Науково-методичної ради Харківського національного університету радіоелектроніки, редакційної колегії журналів «Автоматизовані системи управління і прилади автоматики», «Сучасний стан наукових досліджень та технологій в промисловості», «Біоніка інтелекту», організаційного комітету міжнародної науково-технічної конференції Computer Sciences and Information Technologies.  
Профіль у Google Scholar, на порталі НБУВ.

## Захоплення
Виступав у збірній команді інституту з футзалу. Має 1-й спортивний розряд з бадмінтону. Захоплюється велоспортом, настільним тенісом.